# Jim Halpert
James Duncan Halpert, mais conhecido como Jim Halpert, é um personagem fictício da versão estadunidense da série de televisão The Office, interpretado por John Krasinski. Ele é apresentado como representante de vendas na filial de Scranton da empresa de distribuição de papel Dunder Mifflin, antes de se transferir temporariamente para a filial de Stamford na terceira temporada. Após a fusão das filiais, ele se torna Assistente do Gerente Regional e mais tarde cogerente ao lado de Michael Scott durante a sexta temporada, entre os episódios "The Promotion" e "The Manager and the Salesman". O personagem é baseado em Tim Canterbury da versão original de The Office.
Seu personagem assume o papel de um homem hétero inteligente e educado, embora também seja notável por suas pegadinhas contra o colega vendedor Dwight Schrute e seu interesse romântico pela recepcionista Pam Beesly, com quem começa a namorar na quarta temporada, pede em casamento na quinta, casa na sexta e tem filhos na sexta e na oitava. O colega de trabalho de Jim, Andy Bernard, costuma chamá-lo pelo apelido de "Atumzão" após vê-lo comer um sanduíche de atum durante seu primeiro dia na filial de Stamford.

## Interpretação
Krasinski fez o teste para o papel, junto com Hamish Linklater, John Cho e Adam Scott. Mais tarde, Scott interpretaria Ben Wyatt no programa Parks and Recreation da NBC, criado também pelo criador de The Office, Greg Daniels, e pelo produtor Michael Schur. Lance Krall também fez o teste, de acordo com o relato de Angela Kinsey e Jenna Fischer no podcast Office Ladies. Krasinski foi escolhido devido à sua química com Jenna Fischer, que interpretou sua colega de trabalho e futura esposa Pam Beesly. O casal é creditado por ser um dos mais conhecidos e queridos da televisão dos Estados Unidos.

## Recepção
Na mídia, Jim às vezes é referido como um padrão em escritórios. Em seu artigo para o U.S. News & World Report, Liz Wolgemuth usou o personagem de Jim como modelo para um ensaio sobre jovens universitários desmotivados. Em um artigo sobre perfis estereotipados de trabalhadores de escritório, Jim foi identificado como o trabalhador que está "à deriva no trabalho".